# Central Norte
Club Atlético Central Norte – argentyński klub piłkarski z siedzibą w mieście Salta.

## Osiągnięcia
- Udział w mistrzostwach Argentyny Nacional (7):  1974, 1976, 1977, 1980, 1982, 1984, 1985
- 36 krotny mistrz miejscowej ligi Liga Salteña
- 7 krotny mistrz regionu
- Mistrz czwartej ligi Torneo Argentino B: 2005/2006

## Historia
Central Norte założony został 9 marca 1921, a nazwa klubu wywodzi się od nazwy linii kolejowej przechodzącej przez prowincję Salta. W sezonie 2005/2006 klub awansował i w sezonie 2006/2007 wystąpił w trzeciej lidze argentyńskiej (Torneo Argentino A) jako beniaminek. Trzecia liga okazała się jednak dla klubu za silna i w sezonie 2007/08 Central Norte znów znalazł się w czwartej lidze (Torneo Argentino B).